# Saint-Jean-de-la-Neuville
Saint-Jean-de-la-Neuville és un municipi francès situat al departament del Sena Marítim i a la regió de Normandia. L'any 2007 tenia 547 habitants.

## Demografia

### Població
El 2007 la població de fet de Saint-Jean-de-la-Neuville era de 547 persones. Hi havia 177 famílies de les quals 20 eren unipersonals (12 homes vivint sols i 8 dones vivint soles), 51 parelles sense fills, 102 parelles amb fills i 4 famílies monoparentals amb fills.
La població ha evolucionat segons el següent gràfic:
Habitants censats

### Habitatges
El 2007 hi havia 185 habitatges, 179 eren l'habitatge principal de la família, 5 eren segones residències i 1 estava desocupat. Tots els 183 habitatges eren cases. Dels 179 habitatges principals, 161 estaven ocupats pels seus propietaris, 16 estaven llogats i ocupats pels llogaters i 2 estaven cedits a títol gratuït; 1 tenia una cambra, 17 en tenien tres, 46 en tenien quatre i 115 en tenien cinc o més. 167 habitatges disposaven pel capbaix d'una plaça de pàrquing. A 63 habitatges hi havia un automòbil i a 112 n'hi havia dos o més.

### Piràmide de població
La piràmide de població per edats i sexe el 2009 era:
| Homes | Edats   | Dones |
| ----- | ------- | ----- |
| 0     | 95 o +  | 0     |
| 0     | 90 a 94 | 0     |
| 4     | 85 a 89 | 0     |
| 0     | 80 a 84 | 0     |
| 0     | 75 a 79 | 0     |
| 8     | 70 a 74 | 0     |
| 4     | 65 a 69 | 4     |
| 4     | 60 a 64 | 12    |
| 12    | 55 a 59 | 8     |
| 20    | 50 a 54 | 12    |
| 16    | 45 a 49 | 16    |
| 28    | 40 a 44 | 28    |
| 32    | 35 a 39 | 44    |
| 12    | 30 a 34 | 8     |
| 24    | 25 a 29 | 16    |
| 20    | 20 a 24 | 16    |
| 32    | 15 a 19 | 16    |
| 36    | 10 a 14 | 16    |
| 20    | 5 a 9   | 16    |
| 4     | 0 a 4   | 32    |

## Economia
El 2007 la població en edat de treballar era de 385 persones, 279 eren actives i 106 eren inactives. De les 279 persones actives 262 estaven ocupades (146 homes i 116 dones) i 17 estaven aturades (6 homes i 11 dones). De les 106 persones inactives 33 estaven jubilades, 47 estaven estudiant i 26 estaven classificades com a «altres inactius».

### Ingressos
El 2009 a Saint-Jean-de-la-Neuville hi havia 184 unitats fiscals que integraven 551 persones, la mediana anual d'ingressos fiscals per persona era de 20.987 €.

### Activitats econòmiques
Dels 17 establiments que hi havia el 2007, 1 era d'una empresa de fabricació d'altres productes industrials, 5 d'empreses de construcció, 1 d'una empresa de comerç i reparació d'automòbils, 2 d'empreses de transport, 1 d'una empresa d'informació i comunicació, 4 d'empreses de serveis, 1 d'una entitat de l'administració pública i 2 d'empreses classificades com a «altres activitats de serveis».
Dels 4 establiments de servei als particulars que hi havia el 2009, 1 era un guixaire pintor, 1 fusteria, 1 lampisteria i 1 electricista.
L'any 2000 a Saint-Jean-de-la-Neuville hi havia 15 explotacions agrícoles que ocupaven un total de 658 hectàrees.

## Equipaments sanitaris i escolars
El 2009 hi havia una escola elemental integrada dins d'un grup escolar amb les comunes properes formant una escola dispersa.

## Poblacions més properes
El següent diagrama mostra les poblacions més properes.